# Oscar Bolaño
Oscar Bolaño (Pueblo Viejo, 14 maggio 1951 – Santa Marta, 29 gennaio 2017) è stato un calciatore colombiano, di ruolo difensore.

## Biografia
Bolaño nasce a Pueblo Viejo, era il padre di Jorge, Hugo e Oscar Jr., tutti con una carriera di calciatori professionisti.
Muore a Santa Marta, all'età di 66 anni.

## Carriera

### Club
Ha giocato nella massima serie del campionato colombiano con Independiente Santa Fe e Atlético Junior.

### Nazionale
Ha preso parte alla Copa América 1983.

## Palmarès
- Campionato colombiano: 3

Independiente Santa Fe: 1975
Atlético Junior: 1977, 1980